# Theon Junior (cràter)
|  | No s'ha de confondre amb Theon Senior (cràter). |

Theon Junior és un cràter d'impacte de la Lluna que es troba just a l'oest-sud-oest del cràter Delambre. Un altre cràter prominent proper és Taylor, situat al sud.

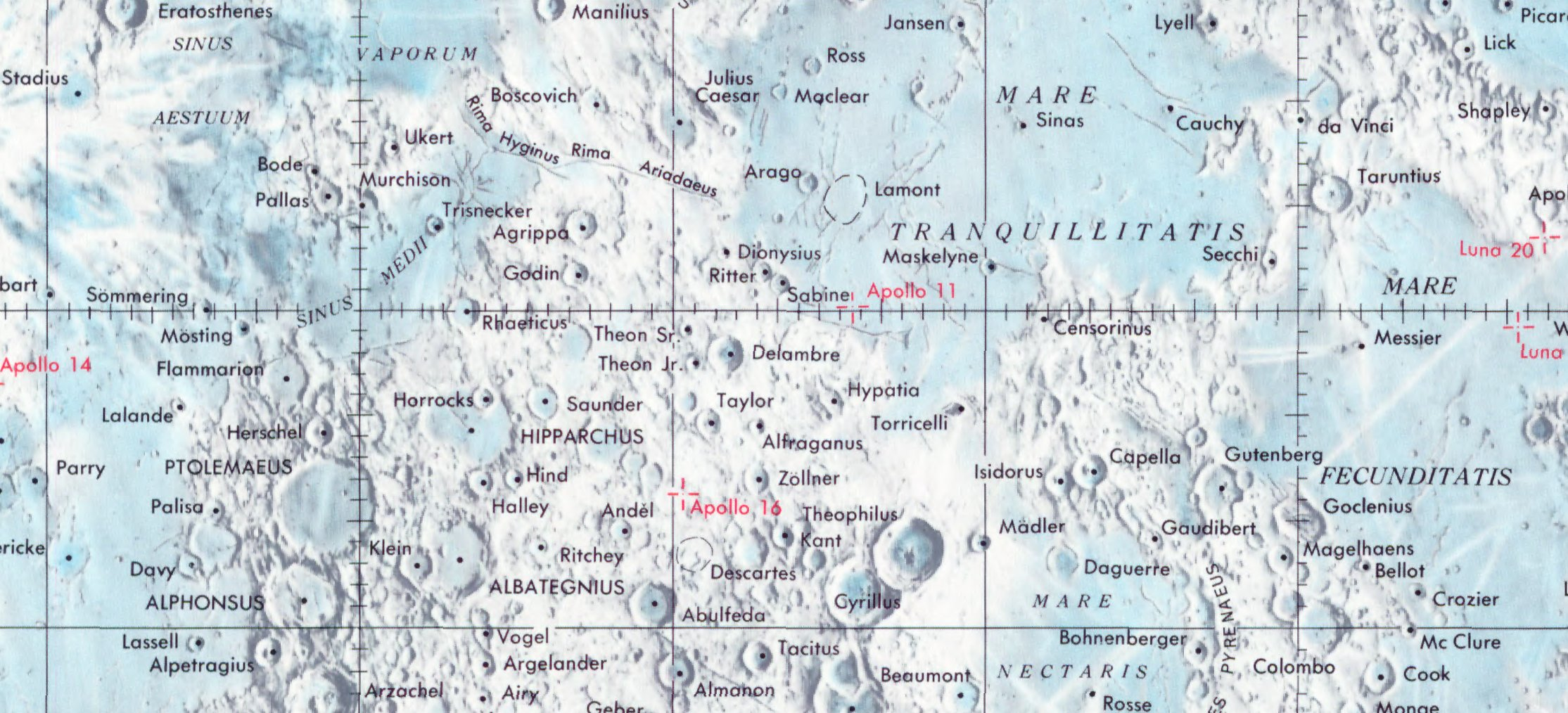
Localització de Theon Junior (centre de la imatge)
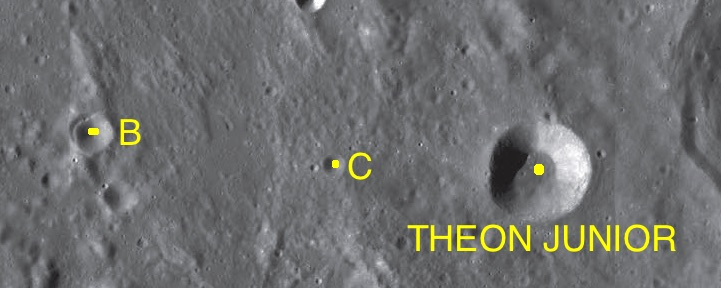
Cràters satèl·lit

Forma un parella fàcilment reconeixible amb Theon Senior, només un parell de diàmetres al nord-oest. El cràter és circular i té forma de bol, amb una petita plataforma central entre les altes parets interiors inclinades. El cràter és del període eratostenià, que va durar entre fa 3200-1100 milions d'anys. Té 17 quilòmetres de diàmetre i la diferència d'altura entre la seva vora i la seva part més profunda és de 3.580 metres

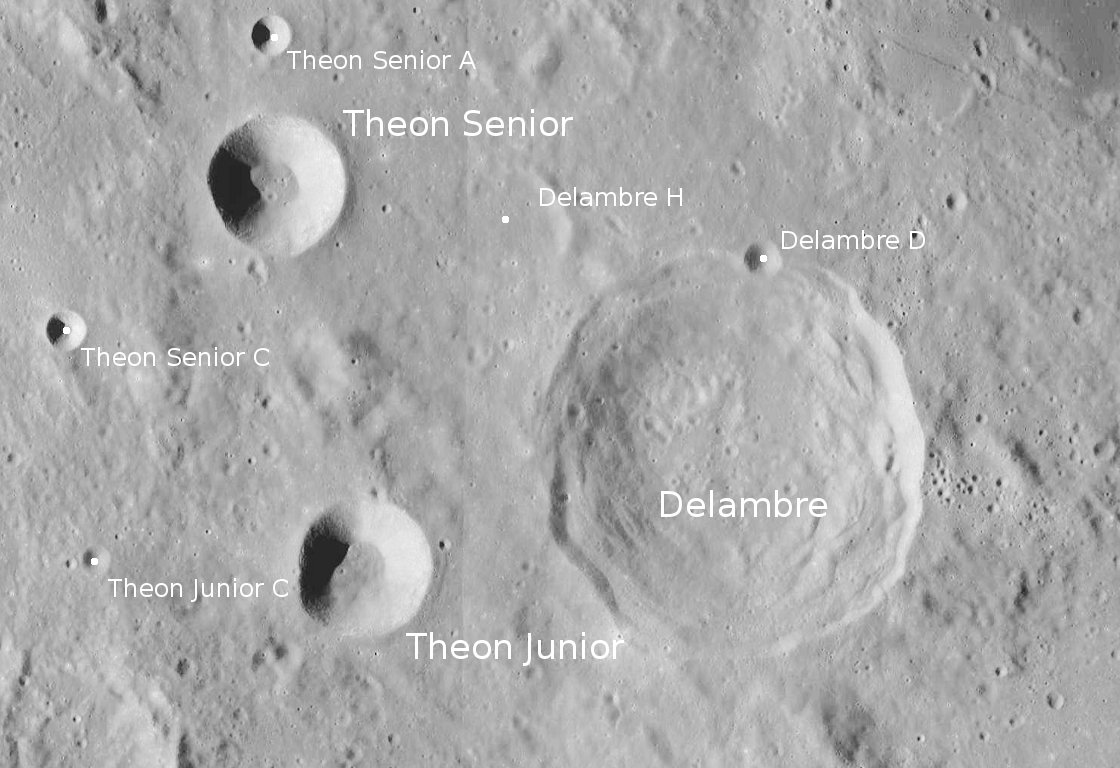
Rodalies de Theon Junior. Fotografia de la missió Lunar Reconnaissance Orbiter
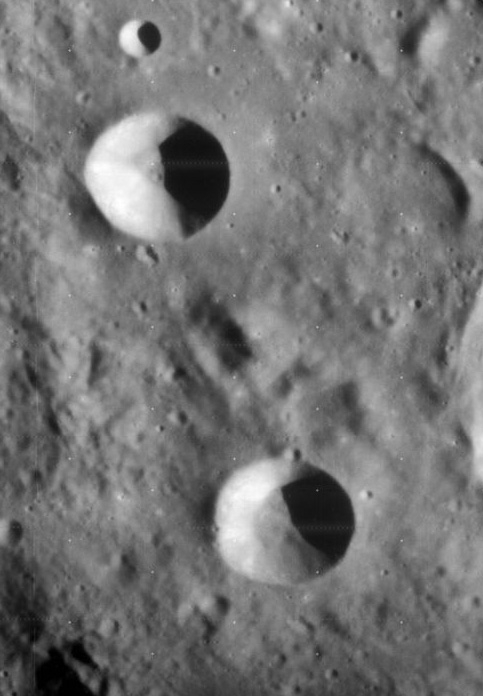
Imatge de la missió Lunar Orbiter 4, amb Theon Senior (a dalt) i Theon Junior (a baix)
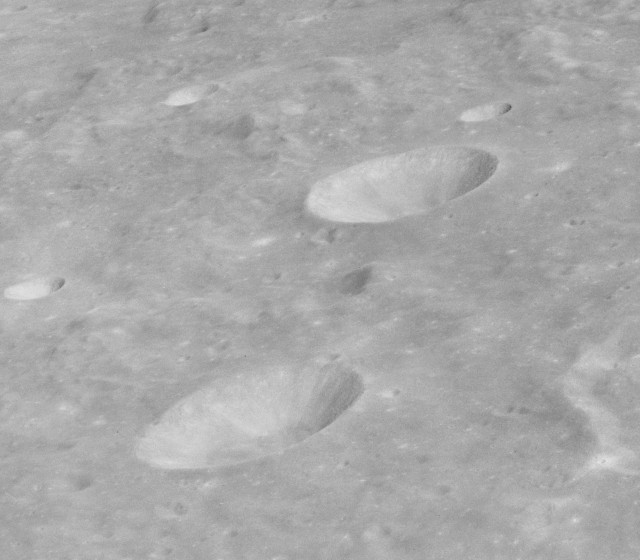
Fotografia de la missió Apollo 16

Deu el seu nom a Teó d'Alexandria, un astrònom i matemàtic grec de segle iv.

## Cràters satèl·lit
Per convenció aquests elements són identificats en els mapes lunars posant la lletra en el costat del punt central del cràter que està més proper a Theon Junior.
| Theon Junior | Coordenades                        | Diàmetre |
| ------------ | ---------------------------------- | -------- |
| B            | 2° 06′ S, 13° 18′ E / 2.1°S,13.3°E | 8 km     |
| C            | 2° 18′ S, 14° 42′ E / 2.3°S,14.7°E | 4 km     |